# جورج شيلدون (تنس)
جورج شيلدون (بالإنجليزية: George Sheldon)‏ هو لاعب كرة مضرب أمريكي. هو أحد أبطال الجراند سلام. فاز بالبطولة الأمريكية مرتين الأولى سنة 1897 والأخرى سنة 1898.

## النهائيات

### اللقب (2)
| السنة | البطولة           | الأرضية | الشريك  | المنافس                      | النتيجة                   |
| 1897  | البطولة الأمريكية | عشبية   | ليو وير | هارولد ماهوني هارولد نيسبيت  | 11-13, 6-2, 9-7, 1-6, 6-1 |
| 1898  | البطولة الأمريكية | عشبية   | ليو وير | هولكومبي وارد دوايت إف ديفيس | 1-6, 7-5, 6-4, 4-6, 7-5   |

### الوصافة (2)
| السنة | البطولة           | الأرضية | الشريك  | المنافس                      | النتيجة       |
| 1899  | البطولة الأمريكية | عشبية   | ليو وير | هولكومبي وارد دوايت إف ديفيس | 4-6, 4-6, 3-6 |

## روابط خارجية
- جورج شيلدون على موقع رابطة محترفي التنس (الإنجليزية)
- جورج شيلدون على موقع أرشيف التنس.كوم (الإنجليزية)